# Zygmunt Kurnatowski
Zygmunt Kurnatowski (* 1778 in Pożarów; † 1858 in Warschau) war ein polnischer Adliger und Graf des Stammes Łodzia. Er war Generalmajor der königlich polnischen Armee des 19. Jahrhunderts.
Geboren aus einer Familie frommer Mitglieder der polnischen reformierten Kirche, nahm er an dem großpolnischen Aufstand von 1806 teil. Danach schloss er sich der Armee des napoleonischen Herzogtum Warschau an und machte alle Kampagnen des Herzogtums mit.
1810 erreichte er den Rang eines Obersts, 1814 den eines Generals und Kommandeurs der Kavallerie-Brigade. Er kämpfte bis zum Ende der Napoleonischen Armee. Dann kehrte er nach Polen zurück und schloss sich der königlich polnischen Armee an. 
Von 1823 an war er Kommandeur des Reservekorps, ab 1828 Adjutant des Zaren Nikolaus I. von Russland. Als Mitglied eines Militärgerichts sprach er sich für die Verurteilung des polnischen Freiheitskämpfers Walerian Łukasiński aus. Im Novemberaufstand 1830 bekämpfte er die polnischen Aufständischen und entging nur mit Mühe dem Schicksal anderer Generäle. Er schwor einen Treueeid zur polnischen Nation und schied aus dem aktiven Dienst aus. Nach der Niederlage der Rebellen trat er kurz in russische Dienste, doch schon 1832 wurde er vom Zaren entlassen. 
Er wurde auf dem calvinistischen Friedhof von Orzeszkowo in der Woiwodschaft Podlachien bei Posen begraben. 
| Personendaten    | Personendaten                                                                               |
| ---------------- | ------------------------------------------------------------------------------------------- |
| NAME             | Kurnatowski, Zygmunt                                                                        |
| KURZBESCHREIBUNG | polnischer Adliger, Graf des Stammes Łodzia und Generalmajor der königlich polnischen Armee |
| GEBURTSDATUM     | 1778                                                                                        |
| GEBURTSORT       | Pożarów                                                                                     |
| STERBEDATUM      | 1858                                                                                        |
| STERBEORT        | Warschau                                                                                    |